# ۸۲ (قمری)
۸۲ (قمری)، هشتاد و دومین سال در گاهشماری هجری قمری است. اول محرم این سال برابر با نوزدهم فوریه سال ۷۰۱ میلادی است.